# Scotura
Scotura is een geslacht van vlinders van de familie tandvlinders (Notodontidae), uit de onderfamilie Dioptinae.

## Soorten
- S. atelozona Prout, 1918
- S. auriceps Butler, 1878
- S. contracta Dognin, 1923
- S. delineata Dognin, 1923
- S. discolor Warren, 1906
- S. distinguenda Prout, 1918
- S. flavicapilla Hübner, 1820
- S. fulviceps Felder, 1868
- S. fusciceps Warren, 1909
- S. longigutta Warren, 1909
- S. longipalpata Dognin, 1923
- S. nervosa Schaus, 1896
- S. nigricaput Dognin, 1923
- S. ovisigna Prout, 1918
- S. signata Hering, 1925
- S. soror Hering, 1925
- S. transversa Warren, 1906
- S. venata Butler, 1878
- S. vestigiata Prout, 1918